# Termés (folyóirat)
Termés (1942-1944) kolozsvári folyóirat. Periodicitás: Negyedévente, Tavasz, Nyár, Ősz, Tél alcímmel. Nemzedéki folyóirat volt, mely a reformértelmiség és a népi írók gondolatait közvetítette.

## 1943-as ankétjuk
1943-ban sikeres ankétot szerveztek Elvek, gondolatok címmel, az ankét előadói közt ott találjuk Erdei Ferencet, Féja Gézát, Kós Károlyt, Kovács Imrét, Mályusz Elemért, Nagy Istvánt, Németh Lászlót.

## Szerkesztők
Asztalos István, Bözödi György, Jékely Zoltán, Kiss Jenő, Szabédi László.

## Munkatársai
- Horváth Imre
- Horváth István
- László Gyula
- Mikecs László
- Wass Albert